# Bettina Dick
Bettina Dick (geboren 1951 in Hannover) ist eine deutsche Juristin, ehemalige Richterin und Gerichtspräsidentin. Von 2004 bis 2017 war sie Präsidentin des Verwaltungsgerichts Leipzig, von 2012 bis 2017 Richterin am Verfassungsgerichtshof des Freistaates Sachsen.

## Beruflicher Werdegang
Bettina Dick studierte Rechtswissenschaft und promovierte. Sie begann ihre juristische Laufbahn in Niedersachsen.
1991 unterrichtete die Juristin Richter am Bezirksgericht Leipzig. 1996 wurde sie Vizepräsidentin des Verwaltungsgerichtes Dresden. Am Verwaltungsgericht Leipzig war sie ab 2004 Vorsitzende Richterin der 4. Kammer. Vom 1. Dezember 2004 bis zum 31. Januar 2017 war sie dessen Präsidentin.
Im Juli 2012 wurde die Juristin in der 59. Sitzung des Sächsischen Landtags zum stellvertretenden Mitglied am Verfassungsgerichtshof des Freistaates Sachsen gewählt. Ende 2017 trat sie in den Ruhestand.

## Ämter und Mitgliedschaften
- Mitglied des Stiftungsrates der Kulturstiftung Leipzig[1]

## Privatleben
Seit Anfang der 1990er Jahre wohnt Bettina Dick in Dresden. Seit 2004 hat sie auch eine Wohnung in Leipzig. Sie ist mit einem Juristen verheiratet.

## Publikationen (Auswahl)
- Christa Belouschek, Bettina Dick, Adolf Laufs: Die Reichskammergerichtsordnung von 1555. Böhlau Verlag, Köln, Wien, 1976